# Trochanteria rugosa
Trochanteria rugosa là một loài nhện trong họ Trochanteriidae. Loài này phân bố ở Argentinië.